# Mecz piłkarski Polska – Niemcy (2014)
Mecz piłkarski Polska – Niemcy – mecz eliminacyjny mistrzostw Europy 2016 pomiędzy reprezentacją Polski a reprezentacją Niemiec, który odbył się 11 października 2014 roku na Stadionie Narodowym w Warszawie. 

## Tło
Mecz budził w Polsce wielkie zainteresowanie, bowiem przeciwnikiem reprezentacji Polski był mistrz świata, reprezentacja Niemiec, która była zdecydowanym faworytem meczu, mimo że nie przyjechała do Warszawy w najsilniejszym składzie: kontuzjowani byli Benedikt Höwedes, Mario Gómez, Sami Khedira, Mesut Özil, Marco Reus, kapitan Bastian Schweinsteiger, natomiast Miroslav Klose, Philipp Lahm i Per Mertesacker zakończyli karierę reprezentacyjną. Cztery dni wcześniej, 7 września 2014 roku na położonym pomiędzy Faro i Loulé Estádio Algarve drużyna selekcjonera Adama Nawałki wygrała 7:0 z reprezentacją Gibraltaru.
Tabela Grupy D przedstawiała się następująco:
| Lp. | Drużyna   | M | Z | R | P | Bramki | Bramki | +/– | Pkt |
| --- | --------- | - | - | - | - | ------ | ------ | --- | --- |
| 1   | Polska    | 1 | 1 | 0 | 0 | 7      | 0      | +7  | 3   |
| 2   | Niemcy    | 1 | 1 | 0 | 0 | 2      | 1      | +1  | 3   |
| 3   | Irlandia  | 2 | 2 | 0 | 0 | 9      | 1      | +8  | 6   |
| 4   | Gruzja    | 2 | 0 | 0 | 2 | 1      | 3      | −2  | 0   |
| 5   | Szkocja   | 2 | 1 | 0 | 1 | 2      | 1      | +1  | 3   |
| 6   | Gibraltar | 2 | 0 | 0 | 2 | 0      | 14     | −14 | 0   |

## Mecz

### Przebieg meczu
Mecz odbył się 11 października 2014 roku o godz. 20:45 na Stadionie Narodowym w Warszawie. Sędzią głównym spotkania był Portugalczyk Pedro Proença. W pierwszej połowie kibice nie mieli jednak powodów do zadowolenia, bowiem drużyna Biało-Czerwonych nie potrafiła przejąć inicjatywy na boisku, poza Robertem Lewandowskim przy dośrodkowaniach Kamila Grosickiego, żaden inny zawodnik nie potrafił zagrozić bramce strzeżonej przez bramkarza Manuela Neuera. Tymczasem reprezentacja Niemiec miała przewagę w grze. Szansę na zdobycie goli mieli Mats Hummels, Karim Bellarabi oraz Thomas Müller, jednak w świetnej dyspozycji był bramkarz Wojciech Szczęsny.
Druga połowa zdecydowanie należała do reprezentacji Polski. W 51. minucie po szybkiej akcji drużyny i dośrodkowaniu Łukasza Piszczka, Arkadiusz Milik strzałem głową pokonał Manuela Neuera, strzelając pierwszą bramkę meczu (pierwszy gol reprezentacji Polski z reprezentacją Niemiec w meczu o punkty od 1971 roku). Po stracie gola reprezentacja Niemiec ruszyła do odrabiania strat, tworząc kilka okazji do zdobycia, jednak znów w świetnej dyspozycji był Wojciech Szczęsny. W 88. minucie po podaniu Roberta Lewandowskiego piłkę do bramki Manuela Neuera skierował Sebastian Mila, ustalając tym samym wynik meczu na 2:0, po czym pobiegł do ławki rezerwowych i znalazł się w objęciach kolegów oraz sztabu szkoleniowego.

### Szczegóły meczu
| 11 października 2014 20:45 | Polska · Milik 51' · Mila 88' | 2:00:0Raport | Niemcy | Stadion Narodowy, Warszawa Widzów: 56 934 Sędzia: Pedro Proença |
|                            |                               |              |        |                                                                 |

| Polska | Niemcy |

| BR           | 1  | Wojciech Szczęsny   |  |     |
| OB           | 20 | Łukasz Piszczek     |  |     |
| OB           | 15 | Kamil Glik          |  |     |
| OB           | 4  | Łukasz Szukała      |  |     |
| OB           | 14 | Jakub Wawrzyniak    |  | 84' |
| PO           | 11 | Kamil Grosicki      |  | 70' |
| PO           | 8  | Grzegorz Krychowiak |  |     |
| PO           | 6  | Tomasz Jodłowiec    |  |     |
| PO           | 13 | Maciej Rybus        |  |     |
| NA           | 7  | Arkadiusz Milik     |  | 77' |
| NA           | 9  | Robert Lewandowski  |  |     |
| Zmiany:      |    |                     |  |     |
| OB           | 3  | Artur Jędrzejczyk   |  | 84' |
| PO           | 5  | Waldemar Sobota     |  | 70' |
| PO           | 18 | Sebastian Mila      |  | 77' |
| Trener:      |    |                     |  |     |
| Adam Nawałka |    |                     |  |     |

| BR          | 1  | Manuel Neuer     |  |     |
| OB          | 16 | Antonio Rüdiger  |  | 83' |
| OB          | 5  | Mats Hummels     |  |     |
| OB          | 17 | Jerome Boateng   |  |     |
| OB          | 15 | Erik Durm        |  |     |
| PO          | 11 | Karim Bellarabi  |  |     |
| PO          | 20 | Christoph Kramer |  | 70' |
| PO          | 18 | Toni Kroos       |  |     |
| PO          | 19 | Mario Götze      |  |     |
| PO          | 9  | Andre Schurrle   |  | 78' |
| NA          | 13 | Thomas Müller    |  |     |
| Zmiany:     |    |                  |  |     |
| PO          | 14 | Julian Draxler   |  | 70' |
| NA          | 10 | Lukas Podolski   |  | 78' |
| NA          | 23 | Max Kruse        |  | 83' |
| Trener:     |    |                  |  |     |
| Joachim Löw |    |                  |  |     |

## Po meczu
Mecz zakończył się wygraną reprezentacji Polski. Tym samym było to pierwsze zwycięstwo drużyny Biało-Czerwonych z reprezentacją Niemiec w ponad 80-letniej historii rywalizacji pomiędzy tymi drużynami, natomiast dla reprezentacji Niemiec była to pierwsza od 1998 roku porażka w meczu eliminacyjnym mistrzostw Europy czy świata. Po tym zwycięstwie reprezentacja Polski objęła z 6 punktami prowadzenie w Grupie D, a 23 października 2014 roku w rankingu FIFA awansowała z 70. miejsca na 44. miejsce.
Tabela Grupy D po meczu przedstawiała się następująco:
| Lp. | Drużyna   | M | Z | R | P | Bramki | Bramki | +/– | Pkt |
| --- | --------- | - | - | - | - | ------ | ------ | --- | --- |
| 1   | Polska    | 2 | 2 | 0 | 0 | 9      | 0      | +9  | 6   |
| 2   | Irlandia  | 2 | 2 | 0 | 0 | 9      | 1      | +8  | 6   |
| 3   | Niemcy    | 2 | 1 | 0 | 1 | 2      | 3      | −1  | 3   |
| 4   | Szkocja   | 2 | 1 | 0 | 1 | 2      | 2      | 0   | 3   |
| 5   | Gruzja    | 2 | 0 | 0 | 2 | 1      | 3      | −2  | 0   |
| 6   | Gibraltar | 2 | 0 | 0 | 2 | 0      | 14     | −14 | 0   |